# Obóz pracy przymusowej w Gierlachowie
Obóz pracy przymusowej w Gierlachów (niem. Zwangsarbeitslager für Juden Gierlachów) – obóz pracy przymusowej w Gierlachowie na terenie Generalnego Gubernatorstwa.
Istniał w okresie od października 1941 do stycznia 1944. Był przeznaczony dla ludności żydowskiej.